# Staubershammer
Staubershammer ist ein Gemeindeteil der Stadt Auerbach in der Oberpfalz im Landkreis Amberg-Sulzbach in Bayern.

## Lage
Die Einöde liegt etwa vier Kilometer nordöstlich der Stadt Auerbach. Zu erreichen ist der Ort nur über eine Seitenstraße aus Michelfeld, die dort endet.
Die Nachbarorte im Uhrzeigersinn sind Nasnitz, Hammerberg und Michelfeld.

## Beschreibung

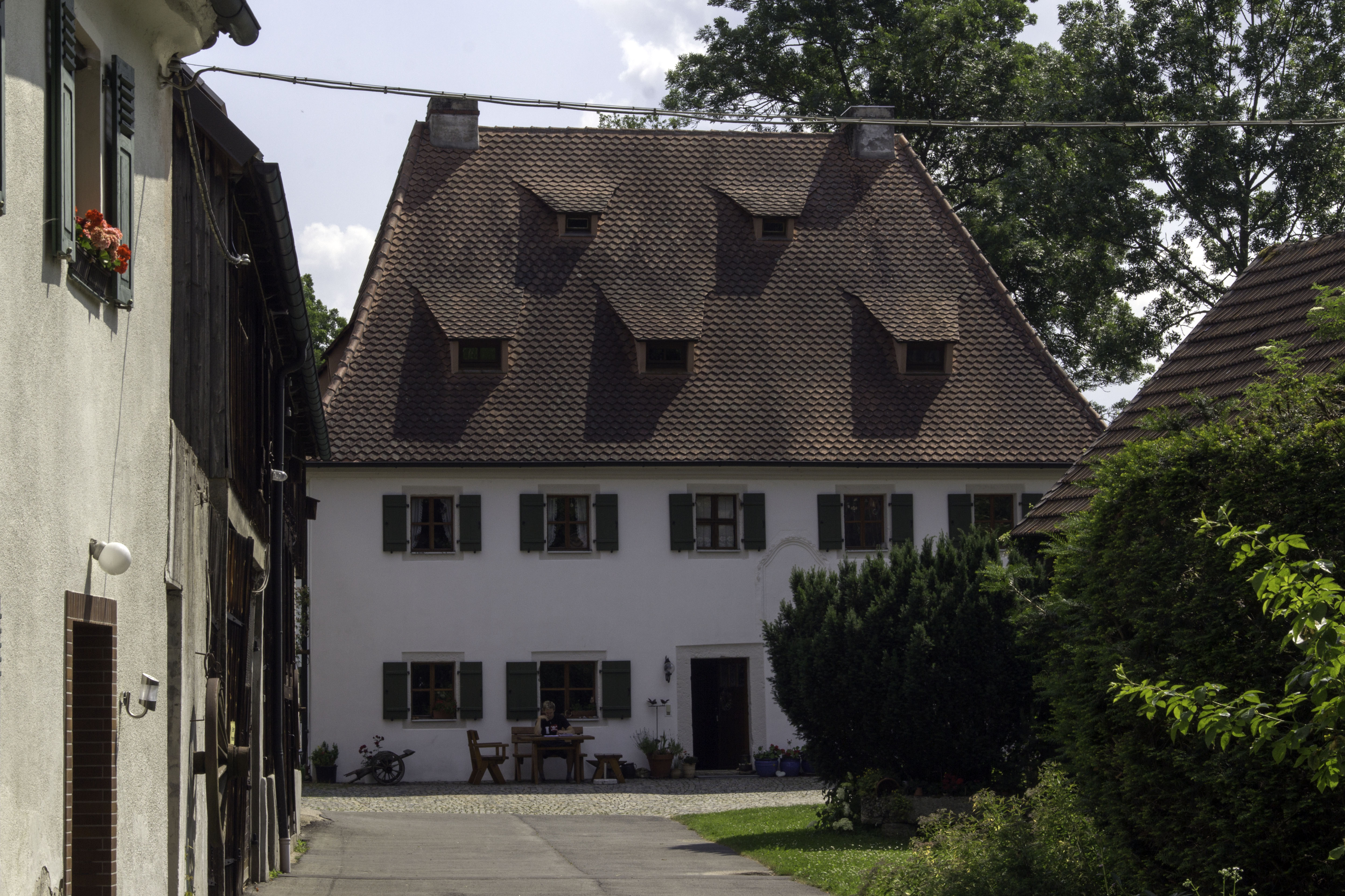
Ehemaliger Hammerhof

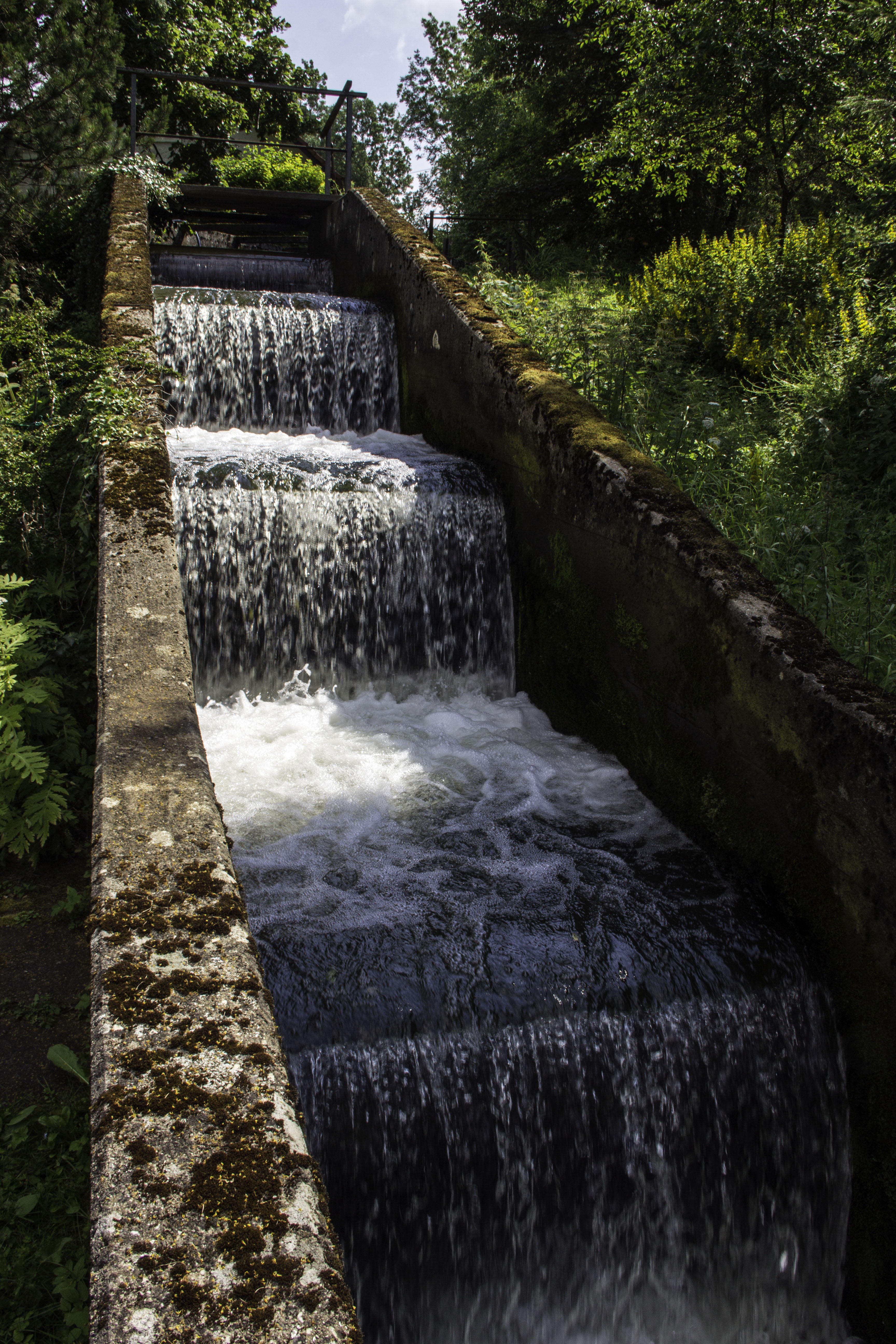
Reste des Mühlenbaches

Der ehemalige Eisenhammer liegt am Flembach, der dort zu einem Weiher aufgestaut wird. Bis ca. 1951 betrieb der Flembach den Staubershammer, 1973 wurde dieser abgebrochen und im Bergbau- und Industriemuseum Ostbayern wieder aufgebaut. Die heutige Nutzung des denkmalgeschützten Anwesens ist touristisch.

### Geschichte
Der hiesige Schien- und Blechhammer hieß ursprünglich Ziegelmühl. Er liegt unterhalb der im 12. Jahrhundert entstandenen Burg Festenberg. Der Eisenhammer wird 1387 als Mitglied der Oberpfälzer Hammereinigung erwähnt („Chvunrad Scheffel mit dem hamer zu der Zigelmül“).
1402 wurde der Eisenhammer Ziegelmühl vom Kloster Michelfeld an die Nürnberger Bürgerin Elsa Streberin zu Strebenstein verkauft; deren Gatte Hans Streber erhielt 1405 auch die nahe gelegene Burg Steinamwasser als Lehen vom Bamberger Fürstbischof. Von den Stauber scheint der Hammer bald an die Nürnberger Patrizierfamilie Groß übergegangen zu sein, denn 1416 erlaubte Pfalzgraf Johann dem  Lamprecht Groß, oberhalb seines Hammers Ziegelmühl „die Behausung (das Schloß) zu bauen und zu bessern“. Der Pfalzgraf verzichtete auf seine Rechte am Hammer zugunsten des Öffnungsrechts an der Burg Festenberg. 1438 verkaufte Lamprecht Groß den Hammer samt Behausung und Blechhammer wieder an das Kloster Michelfeld. 1445 erhielt Albrecht Zerreyßen außer dem Schloss oberhalb des Hammers auch den Hammer zur Pacht. Im 15. Jahrhundert wurde die Burg vermutlich in den Hussitenkriegen zerstört und im Anschluss daran neben der Hammermühle das bis heute erhaltene Hammerherrenhaus errichtet.
1561 erwarb das Hammeranwesen ein Georg Stauber und seit damals heißt das Werk Staubershammer. Aus einem Bericht des Johann German Barbing an den Kurfürst Ferdinand Maria vom 16. Januar 1666 heißt es: Ziegel- oder Staubershammer. Ein baufälliger Blechhammer,  wo  man dato noch Schün(Schin) schmiedet oder rauches Eisen macht; der Besitzer ist Hans Andreas Kiermayr, obigen Forstmeisters (K.) Sohn; hat schlechte Mittel zur besseren Hebung  des Werkes, wäre doch sehr nützlich für den Landmann; dieser könnte sein „Arzt“ auch von „gemelten“ Orten haben, wenn er Mittel hätte.
1805 ersteigerte Johann Götz aus Michelfeld das Anwesen um 10.100 fl. Er veräußerte es im gleichen Jahr an Jakob von Sonnenburg. 1805 war der spätere Bürgermeister von Auerbach, Jakob Falkner von Sonnenburg, der Besitzer. Am 18. Oktober 1882 erwarb Johann Gummermann den Staubershammer um 6.500 Mark. Er betrieb ihn weiterhin als Eisenhammer und betätigte sich auch als Blattgoldschläger. 1892 verkaufte er das Anwesen und folgte seinem Sohn Basilius, zusammen mit seiner Frau Anna und weiteren fünf seiner insgesamt elf Kinder, nach Amerika (Milwaukee; † am 21. Dezember 1915). 1892 erwarb die Familie Schäff den Staubershammer. In dem Hammer wurden hauptsächlich Äxte, Pflugscharen usw. hergestellt. Der letzte Besitzer des Anwesens, Heinz Schäff, setzte das Hammerwerk 1963 nochmals in Gang, um das Turmkreuz für die Michelfelder Klosterkirche vorzuschmieden. Das Anwesen ist weiterhin im Besitz der Familie Schäff.
Der Ort liegt direkt am Themenwanderweg Erzweg.
Aus Staubershammer stammt der Orgelbauer Paulus Götz (* 10. Mai 1823, † 5. März 1882). Er lernte bei Wiedemann in Bamberg und baute zwischen 1868 und 1881 etwa neun kleinere Orgeln, vor allem im Bistum Bamberg und im Raum Vilseck.
.